# Kyselina laurová
Kyselina laurová (kyselina dodekanová, dříve též kyselina laurinová) je nasycená mastná kyselina se vzorcem CH3[CH2]10COOH . Je hlavní složkou palmojádrového a kokosového oleje, v ostatních rostlinných tucích je obsažena v podstatně menším množství. Je též obsažena v mléčném tuku (5,8 % v tuku lidského mléka, 2,2 % v kravském a 4,5 % v kozím)[zdroj?]. V čistém stavu je to pevná, sypká látka bílé barvy, pachem připomínající mýdlo.

## Použití
I když je v čistém stavu lehce dráždivá na sliznice, toxicita kyseliny laurové je velmi nízká. Jsou z ní vyráběny saponáty používané ve většině šamponů a tekutých mýdel. Nejčastěji používaným derivátem je laurylsulfát sodný.
Kyselina laurová je známa tím, že urychluje reakce.
Jelikož je kyselina laurová levná, stabilní, netoxická a dobře se s ní pracuje, bývá používána ke studiu vlivu různých látek na snížení bodu tuhnutí. 
Její redukcí získáme alkohol 1-dodekanol.

## Fyzikální vlastnosti
- Hustota par: 6,20 g/cm³
- Tlak nasycených par: 1 mmHg při 121 °C
- Bod vzplanutí: >113 °C (>235 °F)
- Viskozita: 7,30 mPa.s při 323 K
- Bod tuhnutí: 44 °C

## Stabilita
Za běžných podmínek stabilní, hořlavá, nekompatibilní se zásadami, oxidačními a redukčními činidly. Při zahřívání se nejprve taví a odpařuje, pouze při styku s oxidačními činidly se může vznítit přímo.

### Přeprava látky
Bezpečná pro dopravu vzduchem, po vodě i po zemi. Může způsobit popáleniny.